# تاريخ ميكانيكا الموائع
يعود تاريخ ميكانيكا الموائع، وهي دراسة كيفية حركة الموائع والقوى المسلطة عليها، إلى الإغريقيين القدماء.

## العصور القديمة

### ما قبل التاريخ

القوى العاملة في الطفو كما اكتشفها أرخميدس. لاحظ أن الجسم يعوم لأن قوة الطفو المتجهة إلى الأعلى مساوية لقوة الجاذبية المتجهة إلى الأسفل.

أظهرت الحضارات القديمة معرفة عملية، إن لم تكن علمية، بتدفق الموائع، كما في تصميم السهام والرماح والقوارب، وبشكل خاص في مشاريع الهندسة الهيدروليكية للوقاية من الفيضانات، والري، وتصريف المياه، وإمدادات المياه أيضًا. بدأت الحضارات البشرية الأولى قرب شواطئ الأنهار، وهكذا تزامنت مع بزوغ علم المياه، والهيدروليكا، والهندسة الهيدروليكية.

### أرخميدس
وضح أرخميدس المبادئ الأساسية لعلم سكون الموائع وديناميكا الموائع في عمله عن الأجسام الطافية (بالإغريقية: Περὶ τῶν ὀχουμένων)‏، في عام 250 قبل الميلاد تقريبًا. طور أرخميدس قانون الطفو الذي يُعرف أيضًا بمبدأ أرخميدس. يوضّح هذا المبدأ أن الجسم المغمور في مائع يواجه قوة طفو مساوية لوزن المائع المزاح. أكد أرخميدس أن كل جزيئة من المائع، عندما يكون في حالة توازن، تخضع للضغط بالتساوي من جميع الاتجاهات؛ وبحث عن الظروف التي يجب على الجسم الصلب الطافي أن يتخذها ويحافظ عليها ليبقى في حالة توازن.

### المدرسة الإسكندرية
أجريت في المدرسة الإسكندرية، والتي ازدهرت تحت رعاية البطالسة، عدة محاولات على بنية الآلات الهيدروليكية، وفي سنة 120 تقريبًا قبل الميلاد، اختُرعت نافورة الضغط والسيفون والمضخة الكابسة من قبل ستيسيبيوس وهيرو السكندري. يُعد السيفون أداة بسيطة، أما المضخة الكابسة فهي اختراع معقد. والذي لم يكن متوقعاً تقريبًا في بداية علم حركة السوائل، على الأرجح أن ستيسيبيوس استوحاه من العجلة المصرية أو ما يسمى بالناعورة، والتي كانت شائعة آنذاك وجزءاً من المضخة ذات السلاسل، وتتألف من عدد من الأوعية الترابية المحمولة بواسطة عجلة. تحوي الأوعية في بعض هذه الآلات صماماً في أسفلها يمنحها القدرة على الانزلاق من دون الكثير من المقاومة ويقلل بشكل كبير الضغط على العجلة. أيضاً، إذا افترضنا أن هذا الصمام طُرح في وقت مبكر جداً كزمن ستيسيبيوس، فليس من الصعب ملاحظة كيف يمكن أن تكون آلة كهذه قد أدت إلى اختراع المضخة الكابسة.

### سكستوس جوليوس فرونتينوس
بالرغم من اختراعات المدرسة الإسكندرية هذه، لم يبدُ أن تركيز هذه المدرسة كان منصبًّا على حركة السوائل، فقد أجريت أول محاولة للبحث في هذا الموضوع بواسطة سكستوس جوليوس فرونتينوس، محقق في النافورات العامة في روما في عهود كل من نيرفا وتراجان. يأخذ سكستوس في عمله بعين الاعتبار الأساليب التي كانت موظفة في ذلك الوقت للتأكد من كميات المياه المتدفقة من الأنابيب، وطريقة توزيع المياه من قناة مقنطرة أو نافورة. لاحظ أن تدفق المياه من ثقب ما لا يعتمد على حجم الفوهة ذاتها فحسب، بل على ارتفاع المياه في الخزان أيضاً وبذلك فإن الأنبوب المستعمل لحمل كمية من الماء من قناة مائية ينبغي أن يأخذ، كما تتطلب الظروف، موضعاً يميل إلى حد ما إلى الاتجاه الأصلي للحالي. ولكن بما أنه لم يكن على دراية بقانون السرع للمياه الجارية وأنها تعتمد على عمق الفوهة، فلم يكن من المفاجئ أن تكون النتائج التي ظهرت له غير دقيقة بما يكفي.

## العصور الوسطى

### علماء الفيزياء المسلمون
كان العلماء المسلمون لا سيما أبو ريحان البيروني (973-1048) والخازيني لاحقاً (1115-1130تقريباً)، أول من طبق الطرق التجريبية العلمية لميكانيكا الموائع، خاصة في مجال سكون الموائع (الهيدروستاتيكا) لتحديد أوزان معينة مثلًا. طبق هؤلاء العلماء نظريات رياضية لتقنيتي النسبة ومتناهي الصغر، وأضافوا تقنيات في الجبر والحساب الجيد لمجال الهيدروستاتيكا.
اكتشف البيروني، في الهيدروستاتيكا، أن هناك علاقة ترابط بين الجاذبية المحددة لجسم ما وكثافة المياه التي يزيحها ذلك الجسم.[بحاجة لمصدر] كما وقدم طريقة لإجراء الاختبارات خلال التجارب التي أجراها وقياسه لأوزان سوائل مختلفة. سجل البيروني أيضًا الاختلافات بين المياه العذبة والمياه المالحة، والمياه الساخنة والمياه الباردة. خلال إجرائه التجارب على ميكانيكا الموائع، اخترع البيروني المكيال المخروطي لإيجاد النسبة بين وزن المادة في الهواء ووزن الماء المزاح.[بحاجة لمصدر]
اخترع الخازيني، في كتابه توازن الحكمة لعام1121، مصطلح التوازن الهيدروستاتيكي.

### المهندسون المسلمون
وصف كتاب الحيل للأخوان بنو موسى، في القرن التاسع، عدداً من أجهزة التحكم الأوتوماتيكية القديمة في ميكانيكا الموائع.
طور أخوان بني موسى عناصر تحكم لمستوى ذي الخطوتين للسوائل، وهو شكل قديم من أشكال الضوابط متغيرة الهيكل. ووصفا أيضًا نظرية قديمة للتحكم في الموائع. طبقاً لدونالد روتلدج هيل، فقد كان أخوا بني موسى "خبراء في استغلال الاختلافات الصغيرة" في الضغوط الهيدروستاتيكية وفي استعمال الصمامات المخروطية كمكونات "بالاتجاه نفسه" في أنظمة التدفق، وهو "أول استعمال عرف للصمامات المخروطية كمتحكمات آلية". ووصفا أيضًا استعمال الصمامات الأخرى، بما فيها الصمام ذو السدادة والصمام الذي يمكن الشخص من سحب كميات قليلة من السائل بشكل متكرر، بحيث إذا سحب أحدهم كمية كبيرة، لن يكون أي استخراج بعدها ممكناً". كان السيفون مزدوج المركز، والقمع ذو النهاية المنحنية للسكب في سوائل مختلفة، واللذين لم يظهر أي منهما في الأعمال اليونانية القديمة، اختراعين عائدين للأخوين بني موسى. تضمنت بعض التقنيات الأخرى التي وصفها الأخوان بني موسى غرفة ذات عوامة وضغطاً تفاضلياً قديماً.
في عام 1206، وصف كتاب الجزائري «كتاب معرفة الأجهزة الميكانيكية المبتكرة»  عدة آلات هيدروليكية. كانت مضخات رفع المياه ذات أهمية كبرى. من الجدير بالذكر أن أول استعمال عرف لعمود مرفق في سلسلة مضخات كان في إحدى آلات ساقيات الجزائري.
وُظف أيضا مفهوم تقليل العمل المتقطع لأول مرة في إحدى المضخات ذوات السلسلة لساقيات الجزري، وذلك بغرض زيادة كفاءة. اخترع الجزري أيضا توأم أسطوانات تتبادلان مضخة شفط المكبس احتوت حينها على أول أنابيب شافطة، وضخ الشفط، والضخ مزدوج الفعل، ووضع استعمالات مبكرة للصمامات وتقنية ذراع توصيل العمود المرفقي. يعد هذا المضخ رائعاً لثلاثة أسباب: أول استعمال عرف لأنبوب شفط حقيقي (والذي يشفط السوائل إلى فراغ جزئي) في مضخ، وأول تطبيق لمبدأ ازدواجية الفعل، وأخيراً، تحويل الدورانية إلى حركة متبادلة، من خلال تقنية ذراع توصيل العمود المرفقي.

## القرنان السابع والثامن عشر

### كاستيلي وتوريسيلي
بانديتو كاستيلي وإيفانغليستا توريسيلي، تلميذان من تلاميذ غاليليو، طبقا اكتشافات أستاذهما على الهيدروديناميكا (علم حركة السوائل). نشر كاستيلي في عام 1628 عملاً صغيراً، (Della misura dell' acque correnti) شرح فيه بشكل جيد عدة ظواهر تخص حركة السوائل في الأنهار، إلا أنه ارتكب مغالطة كبيرة حين افترض أن سرعة المياه تتناسب مع عمق الفوهة التي تقع أسفل الإناء.
ملاحظاً ارتفاع المياه إلى ما يقارب الارتفاع نفسه للخزان الذي كان يتم تزويدها منه، بعدما اندفعت من خلال أنبوب صغير في الطائرة النفاثة، تصور توريسيلي أنه على المياه أن تتحرك بنفس السرعة التي كانت لتتحرك فيها إذا سقطت من ذلك الارتفاع بواسطة قوة الجاذبية. من هنا، استنتج الافتراض القائل إن سرع السوائل هي الجذر التربيعي للرأس بعيداً عن مقاومة الهواء واحتكاك الفوهة. نشرت هذه الفرضية في عام  1643، في نهاية أطروحته وجرى تأكيدها بتجارب أجراها رافايللو ماغيوتي على كميات المياه المزاحة من أنابيب مختلفة تحت ضغوط مختلفة (1648).

### بليز باسكال
اتخذ العلم منزلة رفيعة بين يدي بليز باسكال. وفي أطروحة على توازن السوائل (Sur l’équilibre des liqueurs) وُجدت بعد وفاته بين مخطوطاته ونشرت في عام 1663، شُرحت قوانين توازن السوائل بأسهل الطرق، وأكدتها التجارب بشدة.

### ماريوت وغوغليلميني
استعملت نظرية توريسيلي بواسطة العديد من الكتاب الناجحين، لا سيما آدم ماريوت (1684-1620). الذي تأسست معاهدة حركة المياه الخاصة به، والتي نشرت بعد وفاته، في عام 1686، على مجموعة كبيرة ومختلفة من التجارب التي أجريت حول حركة السوائل، في كل من فرساي وشانتيلي. ارتكب ماريوت في مناقشته لبعض النقاط أخطاءً كبيرة وعالج بعضها بسطحية كبيرة. وعلى ما يبدو، لم يلاحظ في أي من تجاربه الحد من التدفق الناجم عن تقلص فرع السائل حين تكون الفوهة مجرد ثقب في صفيحة رقيقة، لكن يظهر أنه أول من حاول نسب التناقض الذي يحدث بين النظرية والتجربة، إلى إعاقة سرعة الماء بتأثير الاحتكاك. كان دومنيكو كوكليلمني (1710-1655) مفتشًا للأنهار والقنوات المائية في بولونيا، نسب الانخفاض في سرعة الأنهار إلى الحركة المستعرضة التي  تنجم عن عدم التساوي في قاع النهر أو القناة. لاحظ ماريوتي وجود مثل هذه الإعاقات حتى في الأنابيب الزجاجية، رغم عدم وجود تيارات مستعرضة. لم يعتمد تفسيره على أساس علمي بل على عامل الاحتكاك. وافترض أن خيوط الماء التي تتجمع على طول جانبي الأنبوب تفقد جزءًا من سرعتها، وعلى هذا تؤثر الخيوط المتجاورة، التي تملك سرعة أكبر، في بعضها، فتعاني نقصًا في سرعتها، وهكذا تؤثر في بعضها بمعدل يتناسب مع بعدها عن محور الأنبوب الذي تجري فيه. وهكذا يمكن تقليل سرعة التيار، ومن ثم يجب أن تكون كمية المياه التي تُصرَف أقل بكثير من المُحتسبة نظريًا نتيجة الاحتكاك في الأنبوب.

### دراسات لإسحاق نيوتن

#### الاحتكاك واللزوجة
لوحظت تأثيرات الاحتكاك واللزوجة على تقليل سرعة المياه الجارية في كتاب الأصول الرياضية للفلسفة الطبيعية للسير إسحاق نيوتن، الذي سلط الكثير من الضوء على العديد من فروع الهيدروميكانيكية.
في الوقت الذي نشرت فيه التفسيرات الميكانيكية للجاذبية عالمياً، وجد نيوتن أنه من الضروري البحث في تلك الفرضيات، وبين في الدورة التي تخص بحوثه أن سرعة أي طبقة من الدوامة هي وسيلة حسابية بين سرع الطبقات التي تحاصرها، ومن هذا بيّن بشكل واضح أن سرعة خيوط المياه المتحركة في أنبوب هي متوسط حسابي بين سرع الخيوط التي تحيط به.
مستفيداُ من هذه النتائج، بين المهندس الفرنسي إيطالي الأصل هنري بيتوت بعد ذلك أن الإعاقات الناشئة من الاحتكاك تعاكس أقطار الأنابيب التي تتحرك فيها الموائع.

#### فوّهات
اتجه تركيز نيوتن نحو إزاحة الماء أيضًا من الفوّهات التي في أسفل الأواني، إذ افترض أن الإناء الاسطواني الممتلئ بالماء لا بد أن يكون مثقوباً من أسفله بفتحة صغيرة حيث يتسرب الماء منها وأن الإناء لا بد أن يكون مزوداً بالماء بطريقة جعلته يبقى ممتلئاً لنفس الكم من الارتفاع دوماً. وافترض بعد ذلك أن هذا العمود الأسطواني الممتلئ بالماء مقسّم إلى قسمين: الأول، أطلق عليه «السد»، باعتباره سطحًا زائدًا متولدًا من دورة قطع زائد للدرجة الخامسة حول إحداثيات الأسطوانة والذي ينبغي أن يتمكن من المرور عبر الفوهة، أما الثاني فهو كمية المياه الباقية في الوعاء الأسطواني. اعتقد نيوتن أن طبقات السطح الزائد هذا في حركة دائمة، في حين أن المياه الباقية كانت في حالة سكون، وتصوّر أن هناك نوعًا من السد في وسط السائل.